# 2-Bromnaphthalin
2-Bromnaphthalin (β-Naphthylbromid) ist eine chemische Verbindung, die zur Substanzklasse der substituierten Naphthaline gehört. Es ist isomer zu 1-Bromnaphthalin.

## Gewinnung und Darstellung
2-Bromnaphthalin kann in einer Sandmeyer-Reaktion aus dem 2-Aminonaphthalin (β-Naphthylamin) mit Kupfer(I)-bromid als Reagenz dargestellt. Die Reaktion verläuft über das Diazoniumsalz als Zwischenstufe.

## Eigenschaften
2-Bromnaphthalin ist ein gelber Feststoff.

## Verwendung
2-Bromnaphthalin kann für die Synthese von Biarylen in einer Suzuki-Kreuzkupplungsreaktion und zur Darstellung eines Pentacarbonyl[methoxy(2-naphthyl)carben]chrom-Komplexes verwendet werden.